# Ilse De Meulemeester
Ilse De Meulemeester (Asse, 19 maggio 1971) è una modella belga incoronata Miss Belgio 1994, in qualità di rappresentante della provincia del Brabante Fiammingo.
In qualità di rappresentante del Belgio, la modella ha rappresentato la propria nazione a Miss Mondo 1994, dove è riuscita a giungere sino alle semifinali del concorso.
Oltre alla carriera come modella e come conduttrice televisiva per la rete televisiva VT4, Ilse De Meulemeester ha aperto dei negozi di arredamento a Bruxelles, Anversa e Bruges. 